# Râul Corhana
Râul Corhana se formează în localitatea Cefa la vest de Canalul Colector Criș. După ce trece prin localitatea Mărțihaz, traversează frontiera în Ungaria, unde, în dreptul localității Geszt din Comitatul Békés debitele râului sunt captate de sistemul de desecare din zonă și în cele din urmă derivate in Canalul Culișer și apoi în râului Crișul Negru. 

## Hărți
- Harta munții Apuseni